# Chiesa di San Giacomo Maggiore Apostolo (Piazzatorre)
La chiesa di San Giacomo Maggiore Apostolo è il principale luogo di culto cattolico di Piazzatorre, in provincia e diocesi di Bergamo; fa parte del vicariato di Branzi-Santa Brigida-San Martino oltre la Goggia.

## Storia
Secondo lo storico monsignor Luigi Pagnoni, la chiesa intitolata a san Giacomo fu edificata sulle rovine di un oratorio presente sul territorio di Piazzatorre già nel XIII secolo.
Secondo la relazione allegata alla visita pastorale del Settecento del vescovo di Bergamo Giovanni Paolo Dolfin, la chiesa ottenne l'autonomia con decreto del 1532 del vescovo Pietro Lippomano che la visitò nel 1536 e indicandola come “nullius plebis” la divise dalla chiesa di San Martino di Piazza Brembana.
San Carlo Borromeo, arcivescovo di Milano, visitò la chiesa il 7 ottobre 1575. Negli atti la parrocchia è indicata di "Sancti Iacobi in loco Piazzatorii", era inserita nella pieve di Piazza Brembana e non aveva reddito. Il parroco aveva uno stipendio annuo di 280 lire di cui 24 doveva versarli alla curia di Bergamo "pro comenda". Nel registro delle commendi di Bergamo sono indicati infatti i parroci mercenari che non avevano beneficio con incarico semestrale. Presso la chiesa vi era la scuola del Santissimo Sacramento che gestiva l'altare maggiore.
Dalla relazione della visita diocesana di san Gregorio Barbarigo si deduce che la chiesa era compresa nella vicaria foranea di Piazza Brembana, godeva di un reddito e i vicini provvedevano a stipendiare il parroco; vi erano le scuole del Santissimo Sacramento,  del Santo Rosario e di San Carlo rette dai sindaci nominati direttamente dai vicini.
Nel 1666 la chiesa fu inserita nel “Sommario delle chiese di Bergamo”, elenco redatto dal cancelliere della curia vescovile Giovanni Giacomo Marenzi e indicata sotto l'invocazione di San Giacomo apostolo, si trovava in Valle Brembana Superiore e parte dalla pieve di "San Martino oltre la Gogia". La chiesa era "mercenaria" e vi erano le scuole del Santissimo Sacramento che reggeva l'altare maggiore e del Rosario che gestiva l'altare omonimo. Sussidiare della parrocchiale vi era l'oratorio intitolato a Santa Lucia.
Nella seconda metà del Seicento la chiesa fu ricostruita e consacrata del vescovo Daniele Giustiniani. Dalla sua relazione risulta che vi erano sussidiarie la oratorio di Sant'Antonio di Padova nella contrada di Cigadola.
Con decreto del 27 maggio 1979 del vescovo Giulio Oggioni la chiesa fu inserita nel vicariato di Branzi-Santa Brigida-San Martino oltre la Goggia.

## Descrizione

### Esterno
L'edificio di culto è preceduto dal sagrato asfaltato e si presenta con la facciata a salienti molto semplice, intonacata divisa in tre parti di cui quella centrale molto più alta e le due laterali minori ad anticipare le tre navate dell'aula. Centrale l'ingresso principale con contorno in marmo con mensole che reggono il timpano curvo. Due aperture rettangolari sono poste a lato del portone con contorno sagomato e chiuse di inferriate. La parte superiore ha un'apertura centinata e tripartita atta a illuminare l'aula. Il frontone termina con il tetto a due falde.

### Interno
L'interno a tre navate è a pianta rettangolare. Le campate sono divise in tre campate da lesene complete di basamento e capitello che reggono il cornicione su cui s'imposta la volta a botte mentre nella parte terminale a tazza.
La zona del presbiterio è preceduta dall'arco trionfale e da tre gradini con volta a botte e termina con coro absidato da catino.